# Coppa del Presidente dell'AFC 2013
La Coppa del Presidente dell'AFC 2013 è la nona edizione della manifestazione. Questa è la competizione destinata alle "nazioni emergenti" della Asian Football Confederation.
All'edizione 2013 sono state ammesse squadre provenienti da 12 paesi membri dell'AFC, la principale novità è l'esordio nel torneo di una squadra delle Filippine, inoltre per la prima volta dalla creazione della manifestazione non partecipa nessuna rappresentativa tagika poiché a partire dalla stagione 2013 la squadra campione del Tagikistan accede alla AFC Cup.

## Squadre partecipanti
| Nazione       | Squadra              | Qualificazione                                         | Partecipazione |
| ------------- | -------------------- | ------------------------------------------------------ | -------------- |
| Bangladesh    | Abahani Ltd.         | Campione Bangladesh League 2012                        | 5ª             |
| Bhutan        | Yeedzin              | Campione Bhutan National League 2012-2013              | 4ª             |
| Cambogia      | Boeung Ket           | Campione Cambodian League 2012                         | 1ª             |
| Filippine     | Global               | Campione United Football League 2012                   | 1ª             |
| Kirghizistan  | Dordoi Biškek        | Campione Vysshaja Liga 2012                            | 8ª             |
| Mongolia      | Erchim               | Campione Mongolia Super Cup 2012                       | 2ª             |
| Nepal         | Three Star           | Campione Martyr's Memorial A-Division League 2012-2013 | 2ª             |
| Pakistan      | KRL                  | Campione Pakistan Premier League 2012-2013             | 3ª             |
| Palestina     | Hilal Al-Quds        | Campione West Bank Premier League 2011-2012            | 1ª             |
| Sri Lanka     | Sri Lanka Army       | 2º posto Sri Lanka Football Premier League 2011-2012   | 2ª             |
| Taipei cinese | Taiwan Power Company | Campione Intercity Football League                     | 6ª             |
| Turkmenistan  | Balkan               | Campione Ýokary Liga 2012                              | 3ª             |

## Fase a gruppi
Il sorteggio per la fase a gruppi della manifestazione si è svolto il giorno 19 marzo 2013 alle ore 15:00 (UTC+8) presso la AFC House di Kuala Lumpur. Le partite della fase a gruppi si sono disputate tra il 7 e il 12 maggio 2013, le prime due squadre di ciascun gruppo hanno ottenuto l'accesso alla fase finale del torneo.

### Gruppo A
| Squadra              | PG | V | N | P | GF | GS | DR | Pt. |
| -------------------- | -- | - | - | - | -- | -- | -- | --- |
| Three Star           | 3  | 1 | 2 | 0 | 5  | 3  | +2 | 5   |
| Erchim               | 3  | 1 | 1 | 1 | 1  | 2  | -1 | 4   |
| Taiwan Power Company | 3  | 0 | 3 | 0 | 3  | 3  | +0 | 3   |
| Abahani Ltd.         | 3  | 0 | 2 | 1 | 2  | 3  | -1 | 2   |

| Kathmandu 7 maggio 2013, ore 15:10 UTC+5:45 | Taiwan Power Company | 0 – 0 referto | Erchim | Dashrath Rangasala Stadium (1000 spett.)\| Arbitro: \| Masoud Tufaylieh \| |
| Arbitro:                                    | Masoud Tufaylieh     |               |        |                                                                            |

| Arbitro: | Ali Shaban |

|              |           |                |
| Shrestha 15’ | Marcatori | 38’ Alam Sabuz |

| Arbitro: | Çarymurat Kurbanow |

|                 |           |                   |
| Hossain Rony 5’ | Marcatori | 14’ Hung Kai-Chun |

| Arbitro: | Khurram Shehzad |

|  |           |                       |
|  | Marcatori | 10’ Dodoz 64’ Adewumi |

| Arbitro: | Ali Shaban |

|                |           |  |
| Batbilguun 59’ | Marcatori |  |

| Arbitro: | Ammar Ali Abdulla Jumaa Al Junaibi |

|                         |           |                                       |
| Dodoz 7’ Budhathoki 15’ | Marcatori | 20’ Kuo Yin-Huong 45+1’ Hung Kai-Chun |

### Gruppo B
| Squadra       | PG | V | N | P | GF | GS | DR  | Pt. |
| ------------- | -- | - | - | - | -- | -- | --- | --- |
| Dordoi Biškek | 3  | 2 | 1 | 0 | 16 | 2  | +14 | 7   |
| KRL           | 3  | 2 | 1 | 0 | 11 | 1  | +10 | 7   |
| Global        | 3  | 1 | 0 | 2 | 6  | 8  | -2  | 3   |
| Yeedzin       | 3  | 0 | 0 | 3 | 0  | 22 | -22 | 0   |

| Arbitro: | Gamini Nivon Robesh |

|                |           |                  |
| Kharchenko 23’ | Marcatori | 50’ (rig.) Ishaq |

| Arbitro: | Moukhtar Al Yarimi |

|                                                                |           |  |
| Reichelt 5’ de Murga 9’ Starosta 15’ Bahadoran 20’ Angeles 64’ | Marcatori |  |

| Arbitro: | Mohammad Abu Loum |

|  |           |                                                                                    |
|  | Marcatori | 9’, 41’, 50’, 72’, 80’ (rig.) Murzaev 30’, 84’ Rustamov 54’ Shamshiev 62’ Kaleutin |

| Arbitro: | Wang Di |

|                   |           |  |
| Khan 12’ Adil 77’ | Marcatori |  |

| Arbitro: | Nagor Amir bin Noor Mohamed |

|                                                                                    |           |  |
| K. Ullah 4’ (rig.), 71’, 75’, 83’, 90+1’ Abid Khan 37’ Us-Salam 44’ S. Ullah 45+1’ | Marcatori |  |

| Arbitro: | Gamini Nivon Robesh |

|             |           |                                                              |
| de Murga 9’ | Marcatori | 14’, 25’ (rig.), 55’, 64’ Murzaev 77’ Shamshiev 90+3’ Tetteh |

### Gruppo C
| Squadra        | PG | V | N | P | GF | GS | DR  | Pt. |
| -------------- | -- | - | - | - | -- | -- | --- | --- |
| Balkan         | 3  | 3 | 0 | 0 | 10 | 2  | +8  | 9   |
| Hilal Al-Quds  | 3  | 2 | 0 | 1 | 13 | 3  | +10 | 6   |
| Boeung Ket     | 3  | 1 | 0 | 2 | 6  | 3  | +3  | 3   |
| Sri Lanka Army | 3  | 0 | 0 | 3 | 0  | 21 | -21 | 0   |

| Arbitro: | Yu Ming-Hsun |

|                              |           |                               |
| Rwais 39’ Kettlun 73’ (rig.) | Marcatori | 5’ Garadanow 79’, 89’ Gurbani |

| Arbitro: | Mohanad Sarray |

|                                                                          |           |  |
| Vathanaka Chan 8’, 27’ (rig.), 61’, 89’ Sokngon Keo 72’ Sokpheng Keo 85’ | Marcatori |  |

| Arbitro: | Pratap Singh |

|  |           | |
|  | Marcatori | 13’ (rig.), 48’ (rig.), 79’ Kettlun 35’, 49’ Gharqoud 66’ Obaid 68’, 86’ Latifa 90’ Jazar 90+3’ Rwais |

| Arbitro: | Tayeb Hasan Shamsuzzaman |

|                           |           |  |
| Garadanow 8’ Sermetow 85’ | Marcatori |  |

| Arbitro: | Yu Ming-Hsun |

|                                                                             |           |  |
| Çonkaýew 2’ Baýramow 13’ Sermetow 56’ Atamammedow 74’ Jayathunga 79’ (aut.) | Marcatori |  |

| Arbitro: | Mohanad Sarray |

|  |           |              |
|  | Marcatori | 87’ Gharqoud |

## Fase finale
La seconda parte del torneo prevede che le 6 squadre qualificate vengano divise in due gruppi da 3, la vincente di ciascun raggruppamento accede alla finale in gara unica valevole per l'assegnazione del titolo. Le gare sono state disputate tra il 23 e il 29 settembre 2013.

### Squadre qualificate
- Dordoi Biškek
- Erchim
- Three Star
- KRL
- Hilal Al-Quds
- Balkan

### Gruppo A
| Squadra    | PG | V | N | P | GF | GS | DR | Pt. |
| ---------- | -- | - | - | - | -- | -- | -- | --- |
| Balkan     | 2  | 2 | 0 | 0 | 10 | 0  | +6 | 6   |
| Erchim     | 2  | 0 | 1 | 1 | 1  | 5  | -4 | 1   |
| Three Star | 2  | 0 | 1 | 1 | 1  | 7  | -6 | 1   |

| Arbitro: | Muhammad Taqi Aljaafari Bin Jahari |

|  |           |                                                                                     |
|  | Marcatori | 22’ Tkaçenko 24’ Garadanow 59’ Saparow 63’ Sermetow 78’ (rig.) Gurbani 87’ Çoňkaýew |

| Arbitro: | Mohanad Qasim Eesee Sarray |

|           |           |             |
| Zorigt 8’ | Marcatori | 90+1’ Dodoz |

| Malacca 27 settembre 2013, ore 19:45 UTC+8                       | Balkan    | 4 – 0 referto | Erchim | Hang Jebat Stadium |
| Saparow 59’ Gurbani 76’ ( rig. ) , 89’ Hojaahmedow 81’ Marcatori |           |               |        |                    |
|                                                                  |           |               |        |                    |
| Saparow 59’ Gurbani 76’ (rig.), 89’ Hojaahmedow 81’              | Marcatori |               |        |                    |

### Gruppo B
| Squadra       | PG | V | N | P | GF | GS | DR | Pt. |
| ------------- | -- | - | - | - | -- | -- | -- | --- |
| KRL           | 2  | 2 | 0 | 0 | 3  | 0  | +3 | 6   |
| Hilal Al-Quds | 2  | 1 | 0 | 1 | 3  | 4  | -1 | 3   |
| Dordoi Biškek | 2  | 0 | 0 | 2 | 2  | 4  | -2 | 0   |

| Arbitro: | Ammar Ali Abdulla Jumaa Aljneibi |

|  |           |              |
|  | Marcatori | 76’ K. Ullah |

| Arbitro: | Mohd Amirul Izwan Bin Yaacob |

|                         |           |                         |
| Salhi 57’ Roma 85’, 90’ | Marcatori | 45’ Otkeev 90’ Rustamov |

| Arbitro: | Muhammad Taqi Aljaafari Bin Jahari |

|                       |           |  |
| K. Ullah 77’ Adil 90’ | Marcatori |  |

### Finale
| Arbitro: | Ammar Ali Abdulla Jumaa Aljneibi |

|             |           |  |
| Gurbani 87’ | Marcatori |  |

## Classifica marcatori
| Gol | Rigori |  | Giocatore              | Squadra           |
| --- | ------ |  | ---------------------- | ----------------- |
| 9   | 2      |  | Mirlan Murzaev         | Dordoi Biškek     |
| 7   | 1      |  | Kaleemullah Khan       | KRL               |
| 6   | 2      |  | Amir Gurbani           | Balkan            |
| 4   | 1      |  | Vathanaka Chan         | Boeung Ket        |
| 4   | 3      |  | Roberto Kettlun        | Hilal Al-Quds     |
| 3   |        |  | Iyad Abu Gharqoud      | Hilal Al-Quds     |
| 3   |        |  | Léonce Dodoz Zikahi    | Three Star        |
| 3   |        |  | Mamedali Garadanow     | Balkan            |
| 3   |        |  | Rahmet Sermetow        | Balkan            |
| 3   |        |  | Tursunali Rustamov     | Dordoi Biškek     |
| 2   |        |  | Ala'a Roma             | Hilal Al-Quds     |
| 2   |        |  | Hung Kai-Chun          | TWN Power Company |
| 2   |        |  | Islam Šamšiev          | Dordoi Biškek     |
| 2   |        |  | Carli de Murga         | Global            |
| 2   |        |  | Fadi Abu Latifa        | Hilal Al-Quds     |
| 2   |        |  | Gahrymanberdi Çonkaýew | Balkan            |
| 2   |        |  | Muhammad Adil          | KRL               |
| 2   |        |  | Mekan Saparow          | Balkan            |